# Tadeusz Kowalski (samorządowiec)
Tadeusz Kowalski (ur. 4 marca 1960 w Zamościu) – polski samorządowiec, prezydent Zamościa (1993–1994), działacz Porozumienia Centrum.

## Życiorys
Z wykształcenia jest inżynierem zootechnikiem. W samorządzie I kadencji pełnił obowiązki wiceprezydenta Zamościa w zarządzie pod przewodnictwem Wiesława Włoszczyńskiego. W latach 1993–1994 sprawował urząd prezydenta miasta.